# داني ياتوم
داني ياتوم (بالعبرية: דני יתום) هو سياسي إسرائيلي سابق شغل منصب عضو في الكنيست عن حزب العمل. كان ياتوم رئيسًا للموساد في الفترة 1996-1998، ومستشارًا أمنيًا لرئيس الوزراء إيهود باراك بين عامي 1999 و2001.

## حياته
ولد داني ياتوم ونشأ في نتانيا، لديه شقيق هو ايهود ياتوم. درس الرياضيات والفيزياء وعلوم الكمبيوتر في الجامعة العبرية في القدس. ومن عام 1963 إلى عام 1996، خدم في الجيش الإسرائيلي وعمل في قوة سايريت متكال، وترقى إلى منصب نائب القائد، وبعد ذلك انتقل إلى سلاح المدرعات وأصبح رئيس القيادة المركزية الإسرائيلية برتبة لواء. في عام 1994، شغل ياتوم منصب قائد الجيش الإسرائيلي في الضفة الغربية. أدلى ياتوم بشهادته أمام لجنة شمغار كقائد خلال أحداث مذبحة الحرم الإبراهيمي. بين عامي 1996 و1998، شغل منصب رئيس الموساد.